# David Shamban

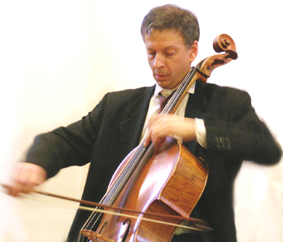
David Shamban

David Shamban (* 5. April 1954 in Israel) ist ein israelischer Cellist.
Seinen ersten Cello-Unterricht bekam Shamban mit sieben Jahren. Mit neun Jahren hatte er erste öffentliche Auftritte. Bereits als Jugendlicher gewann er zahlreiche Preise. Den Bachelor of Arts erlangte Shamban 1974 an der Rubin Academy of Music der Tel Aviv University. Danach erhielt er viele Stipendien, unter anderem eines im Jahr 1980 für seine weitere Ausbildung in den USA. Er schloss 1982 an der Yale University in New Haven mit einem Master of Music ab.
David Shamban spielte in den bedeutendsten Konzerthäusern der Welt, darunter in der Carnegie Hall in New York. In Amerika ist David Shamban ein gefragter Film-Musiker, viele Hollywood-Produktionen verdanken ihm ihre Musik. Als Solo-Cellist trat er unter anderen mit Stars wie Barbra Streisand, Madonna, Ray Charles, Julio Iglesias und Stevie Wonder auf. Seine wahre Liebe gilt jedoch den europäischen Klassikern, deren Werken er sein sehr großes Repertoire verdankt und denen er jetzt „nah“ sein will, weshalb es ihn 2003 nach Deutschland zog. Shamban dazu: „Die wahren Meister finde ich in der europäischen Musik-Kultur, allen voran Bach, Beethoven, Brahms, Bruch …“
Shambans Virtuosität zeigt sich auch in seiner Cello-Solointerpretation der von Eugène Ysaÿe ursprünglich für Violine geschriebenen Balladen, im Schwierigkeitsgrad so hoch angesiedelt, dass kaum jemand diese Werke auf dem Cello spielt.
Er spielte 1994 in den USA alle sechs Suiten für Violoncello solo von Johann Sebastian Bach auf CD ein.
David Shamban lebt in Haby und ist dort verheiratet mit der Musikerin (Violine, Querflöte) und ehemaligen Habyer Bürgermeisterin Gesche Clasen.